# Laurence Vincent-Lapointe
Laurence Vincent-Lapointe (Trois-Rivières, 27 de mayo de 1992) es una deportista canadiense que compite en piragüismo en la modalidad de aguas tranquilas.
Participó en los Juegos Olímpicos de Tokio 2020, obteniendo dos medallas, plata en C1 200 m y bronce en C2 500 m. En los Juegos Panamericanos de 2015 consiguió una medalla de oro.
Ganó doce medallas de oro en el Campeonato Mundial de Piragüismo entre los años 2010 y 2018.

## Palmarés internacional
| Juegos Olímpicos     | Juegos Olímpicos            | Juegos Olímpicos  | Juegos Olímpicos |
| Año                  | Lugar                       | Medalla           | Competición      |
| -------------------- | --------------------------- | ----------------- | ---------------- |
| 2020                 | Tokio (Japón)               | Medalla de plata  | C1 200 m         |
| 2020                 | Tokio (Japón)               | Medalla de bronce | C2 500 m         |
| Campeonato Mundial   |                             |                   |                  |
| Año                  | Lugar                       | Medalla           | Competición      |
| 2010                 | Poznań (Polonia)            | Medalla de oro    | C1 200 m         |
| 2010                 | Poznań (Polonia)            | Medalla de oro    | C2 500 m         |
| 2011                 | Szeged (Hungría)            | Medalla de oro    | C1 200 m         |
| 2011                 | Szeged (Hungría)            | Medalla de oro    | C2 500 m         |
| 2013                 | Duisburgo (Alemania)        | Medalla de oro    | C1 200 m         |
| 2013                 | Duisburgo (Alemania)        | Medalla de oro    | C2 500 m         |
| 2014                 | Moscú (Rusia)               | Medalla de oro    | C1 200 m         |
| 2017                 | Račice (República Checa)    | Medalla de oro    | C1 200 m         |
| 2017                 | Račice (República Checa)    | Medalla de oro    | C2 500 m         |
| 2018                 | Montemor-o-Velho (Portugal) | Medalla de oro    | C1 200 m         |
| 2018                 | Montemor-o-Velho (Portugal) | Medalla de oro    | C2 500 m         |
| 2018                 | Montemor-o-Velho (Portugal) | Medalla de oro    | C1 5000 m        |
| Juegos Panamericanos |                             |                   |                  |
| Año                  | Lugar                       | Medalla           | Competición      |
| 2015                 | Toronto (Canadá)            | Medalla de oro    | C1 200 m         |